# 園原太郎
園原 太郎（そのはら たろう、1908年11月26日 - 1982年3月14日）は、日本の心理学者。京都大学名誉教授。

## 経歴
長野県木曽郡山口村（現・岐阜県中津川市）生まれ、大阪府大阪市育ち。大阪市天王寺第五尋常小学校、旧制大阪府立今宮中学校、旧制大阪高等学校理科甲類を経て、1931年に京都帝国大学文学部哲学科心理学専攻を卒業。同大学講師、1938年助教授、1953年京都大学文学部教授、1972年定年退官、名誉教授、佛教大学教授。1980年勲三等旭日中綬章を受章。

## 出演番組
- 幼児の世界（NHK教育）

## 著書
- 『自殺の心理』京大心理学研究室編　全国書房 青年心理叢書 1949
- 『自殺の心理』創芸社 近代文庫 1952
- 『園原太郎がかたることば発達教育』ろう教育科学会編 ミネルヴァ書房 1978
- 『子どもの心と発達』岩波新書 1979

### 共編著
- 『子供の心理としつけ』鰺坂二夫共著 光生館 生活科学双書 1958
- 『三才児』黒丸正四郎共著 日本放送出版協会 1966
- 『精神薄弱児のために』黒丸正四郎共著 日本放送出版協会 NHKブックス 1966
- 『幼児の世界 成長する心』黒丸正四郎共著 日本放送出版協会 1969
- 『心理学辞典』監修:園原 柿崎祐一,本吉良治 ミネルヴァ書房 1971
- 『認知の発達』編 培風館 1980
- 『児童心理学』共編 仏教大学通信教育部 1992

## 論文
- 「知能検査に現れたる劣等児の一傾向」 『児童研究所紀要』 第15巻 1933
- 「羞恥心の心理学的一研究」 『心理学研究』 第9巻 5・6合輯 1934
- 「サッカリン刺激の吸啜運動に及ぼす影響-新生児の心理学的系統的研究 (1)(2)」 『実験心理学研究』 第1巻 1輯 1934
- 「新生児の心理学的系統的研究 (3) -苦味的刺激に対する新生児の反応」 『実験心理学研究』 第1巻 2輯 1934
- 「幼児のはにかみに就いて-テスト態度の分析」 『実験心理学研究』 第2巻 1輯 1935
- 「環境と智能」 『労働科学研究』 第12巻 1935
- 「生後10日間の新生児の行動観察」 『実験心理学研究』 第3巻 2輯 1936
- 「新生児に関する心理学的研究」 『実験心理学研究』 第4巻 1号 1937
- 「幼児の栄養障害と精神発達との関係」 『教育心理学研究』 第13巻 10号 1938
- 「二歳児の遠近把握」 『実験心理学研究』 第5巻 3・4合輯 1939
- 「小学校児童の家庭に於ける学習に関する調査一例」 『教育』 第7巻 8号 1939
- 「幼児の図形類同視における図形の方向及び配置の問題」 『実験心理学研究』 第6巻 1・2合輯 1941
- 「智能」 『現代心理学 IV. 性格心理学』 河出書房 1942
- 「精神疲労の一考察」 『哲学研究』 第30巻 1946
- 「性格の形成過程」 『児童心理』 第1巻 7号 1947
- 「教育心理学の在り方」 『心理』 第1巻 2冊 1948
- 「パーソナリティ・テストについて (1)(2)」 『児童心理』 第4巻 6号 - 7号 1950
- 「学童の生活時間に関する調査」 『京都大学文学部研究紀要』 第1集 1952
- 「基本的要求の理論」 『児童心理』 第6巻 10号 1952
- 「行動の個体発生-人間」 『心理学講座 3. 発達心理』 中山書店 1953
- 「発生的見地より見たる視空間知覚の問題」 『哲学研究』 第36巻 5号 1953
- 「成長と発達」 『教育研究事典』 金子書房 1954
- 「青年の自殺」 『青年心理学講座 3. 悩みと反抗』 金子書房 1955
- 「精神発達」 矢田部達郎監修 『心理学初歩』 培風館 1956
- 「乳幼児の行動発達」 『人類科学』 第9巻 1956
- 「対象認知の方向規制に関する発達的考察」 『京都大学文学部五十周年記念論文集』 1956
- 「興味とは何か」 『児童心理』 第11巻 6号 1957
- 「道徳意識の発達」 『児童心理』 第11巻 10号 1957
- 「責任感の心理的メカニズム」 『児童心理』 第12巻 7号 1957
- 「自殺」 『講座現代社会心理学 5. 異常社会の心理』 中山書店 1958
- 「知能について」 『ろう教育科学』 第1巻 2号 1959
- 「行動の個体発達における連続性の問題」 『哲学研究』 第41巻 4号 1961
- 「行動主義と意識の問題」 『哲学研究』 第43巻 6号 1966
- 「認知の発達とその障害」 『児童精神医学とその近接領域』 第8巻 2号 1967
- 「幼児の知覚・認知」 『創造の世界 (季刊)』 小学館・第6巻 1972
- "Distance perception of young children in discriminative task situations", Proceedings of the 20th Congress of Psychology, 1972

## 参考
- 『子どもの心と発達』著者紹介
- 園原太郎先生の業績から学ぶ(II わが国児童発達研究の先達たち その業績の今日的意義) 村井潤一 教育心理学年報 1990-03-30
- 『日本心理学者事典』クレス出版、2003年。ISBN 4-87733-171-9。